# Cantó de Scionzier
El cantó de Scionzier és un cantó francès del departament de l'Alta Savoia, situat al districte de Bonneville. Té 4 municipis i el cap és Scionzier.

## Municipis
- Marnaz
- Nancy-sur-Cluses
- Le Reposoir
- Scionzier

| Data d'elecció                           | Identitat           | Partit          | Qualitat |
| ---------------------------------------- | ------------------- | --------------- | -------- |
| 1973-198.                                | René Allamand       | RI, després UDF |          |
| 198.-2001                                | René Pralon-Bouvier | Divers droite   |          |
| 2001-                                    | Maurice Gradel      | Divers droite   |          |
| les dades anteriors no són pas conegudes |                     |                 |          |